# Zamek Wildeck
Zamek Wildeck (niem. Schloss Wildeck) – zamek zlokalizowany w niemieckim mieście Zschopau (Saksonia), w Rudawach.

## Historia

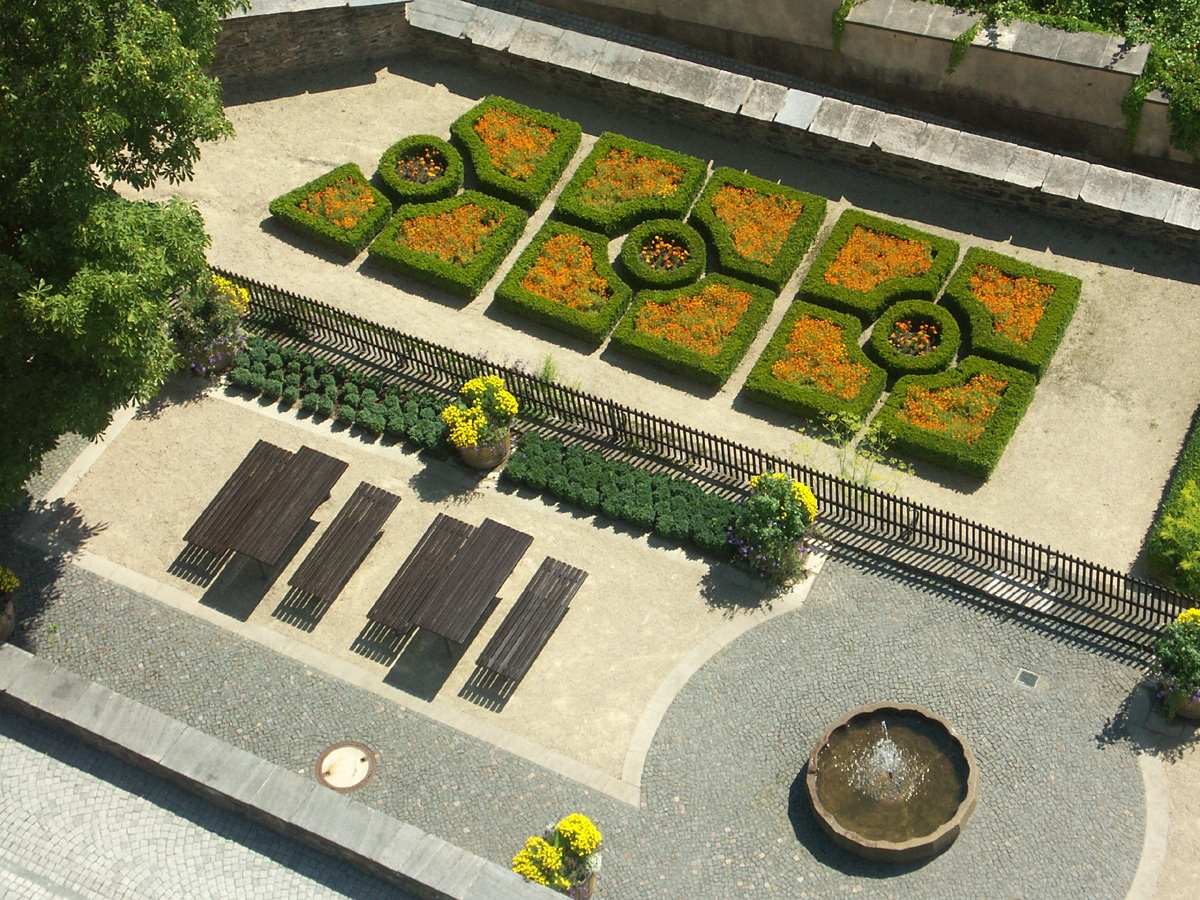
Fragment ogrodów zamkowych

Zamek powstał przypuszczalnie między 1125 a 1180 rokiem, przy brodzie przez rzekę Zschopau (Alter Böhmischer Steig, szlak staroczeski z Halle przez Lipsk do Pragi), co potwierdziły prace archeologiczne. Obiekt podlegał ośrodkowi administracyjnemu Altenburg należącemu do Krainy Pleißenland, stworzonej przez cesarza Fryderyka I Barbarossę i bezpośrednio mu podległej. W XIII wieku był siedzibą komorników, a następnie przejściowo zarządzali nim przedstawiciele rodu von Leisnig, następnie Waldenburgów i na zasadzie lenna Wettynowie. W 1456 ostatni właściciel, Anarg von Waldenburg, ostatecznie przekazał lenno elektorowi Fryderykowi.
W latach 1545–1547 książę saski Maurycy nakazał wybudować obecny zamek na miejscu starego. Był to obiekt o charakterze myśliwskim i służył jako miejsce polowań. W 1549 zamek odwiedził Ferdynand I, ówczesny arcyksiążę Austrii i król Czech, późniejszy cesarz niemiecki. Po wczesnej śmierci elektora Maurycego i po wybudowaniu zamku Augustusburg (1568-1572) zamek Wildeck stracił na znaczeniu i przestał być ośrodkiem wystawnych polowań. W 1603 zawitał tu elektor Chrystian II z żoną Jadwigą i bratem Janem Jerzym I. Ten ostatni, już jako elektor, zajeżdżał tu w 1625. Przy zamku funkcjonował w tych czasach ogród z niedźwiedziami. Leśniczy i łowczy Cornelius von Rüxleben, ulubieniec elektora Augusta, w 1561 wybudował dwór z renesansowym portalem i zewnętrznymi schodami na rynek miejski. W 1725 przebudowano zachodnie skrzydło. W 1754 wybuchł tam pożar. Podczas odbudowy wypalona górna kondygnacja została usunięta i zastąpiona dachem mansardowym.
W latach 1699, 1711 i 1712 przebywał tu rosyjski car Piotr I, który bawił tu w drodze do uzdrowiska w Karlowych Warach.
W 1821 zamkowi nadano nową funkcję. Przeniesiono do tu sąd okręgowy Zschopau. Władze leśne pozostały w zachodnim skrzydle. W 1832 trzy dni w zamku spędził książę regent Fryderyk August, a król Albert odwiedził obiekt 17 sierpnia 1877. Prawdopodobnie w 1870 dobudowano nowe skrzydło od wschodu. Mieściły się tam biura i sala negocjacyjna.  
Zamek pozostał siedzibą leśnictwa i obwodu łowieckiego do 1911. Obecny wygląd zamku kształtują budowle z kilku epok. Najbardziej charakterystyczną częścią budowli jest 30-to metrowej wysokości, romańska wieża zwana Dicker Heinrich (pol. Gruby Heniek) - prawdopodobnie najstarsza budowla w Zschopau. Jej ściany mają metr grubości. Inną zachowaną wieżą zamku jest romańska Schlanke Margarethe. W początku XXI wieku zamek odnowiono. Najcenniejszymi pomieszczeniami są renesansowe: salon niebiesko-biały, sala czerwona i sala zielona. Obiekt oraz jego barokowe ogrody można zwiedzać z przewodnikiem.
Budowla jest własnością miasta od 1994 i mieści w sobie kilka muzeów, w tym motoryzacyjne, ponieważ w Zschopau znajdowała się dawniej jedna z największych na świecie fabryk motocykli (modele DKW, czy MZ). Ponadto zwiedzać można tu ekspozycję minerałów, muzeum drukarstwa i introligatorstwa oraz zabytkową mennicę. W zamku mieści się także biblioteka miejska.

## Galeria

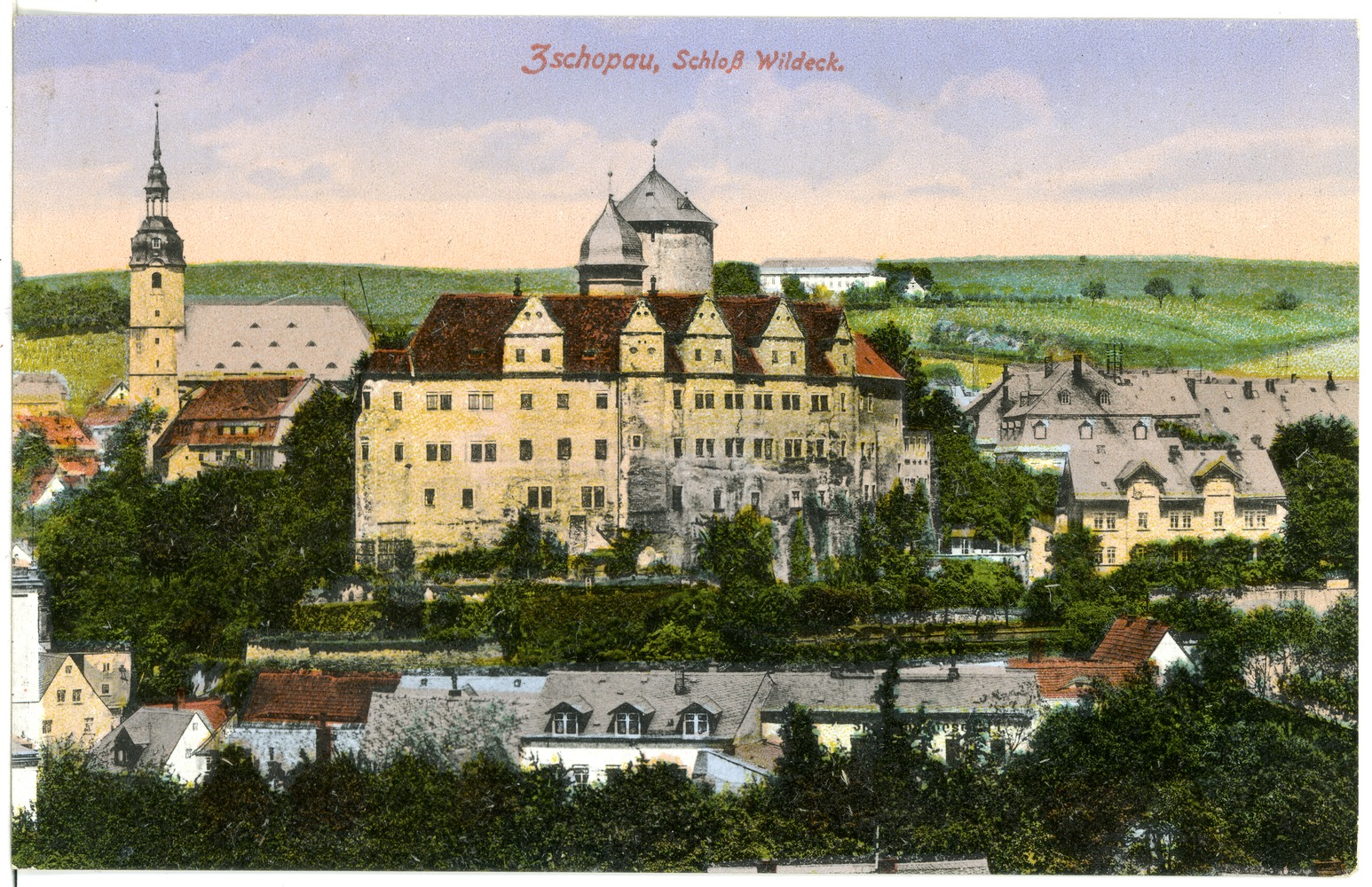
Widok z 1913 (po lewej kościół św. Marcina)
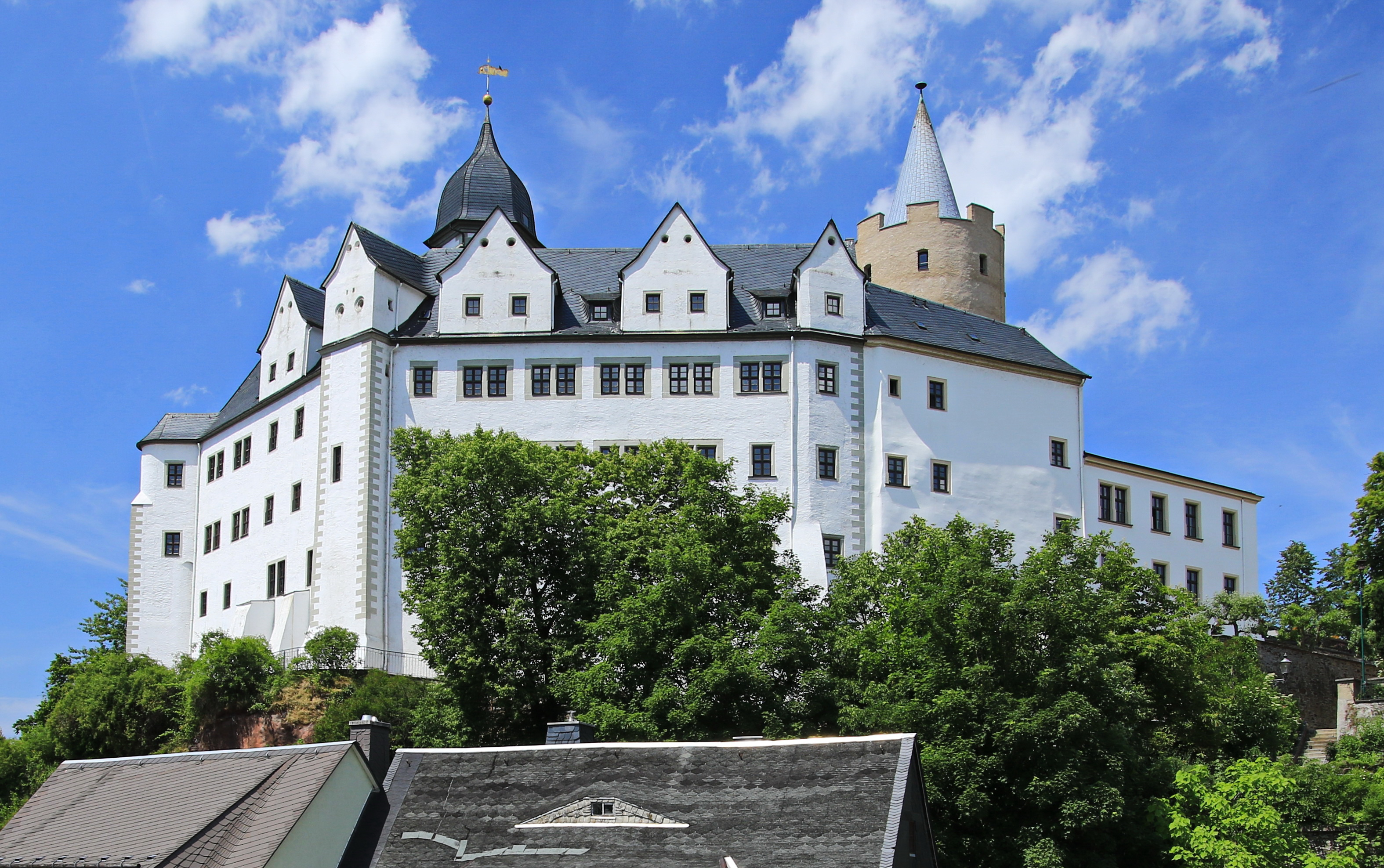
Widok z doliny Zschopau
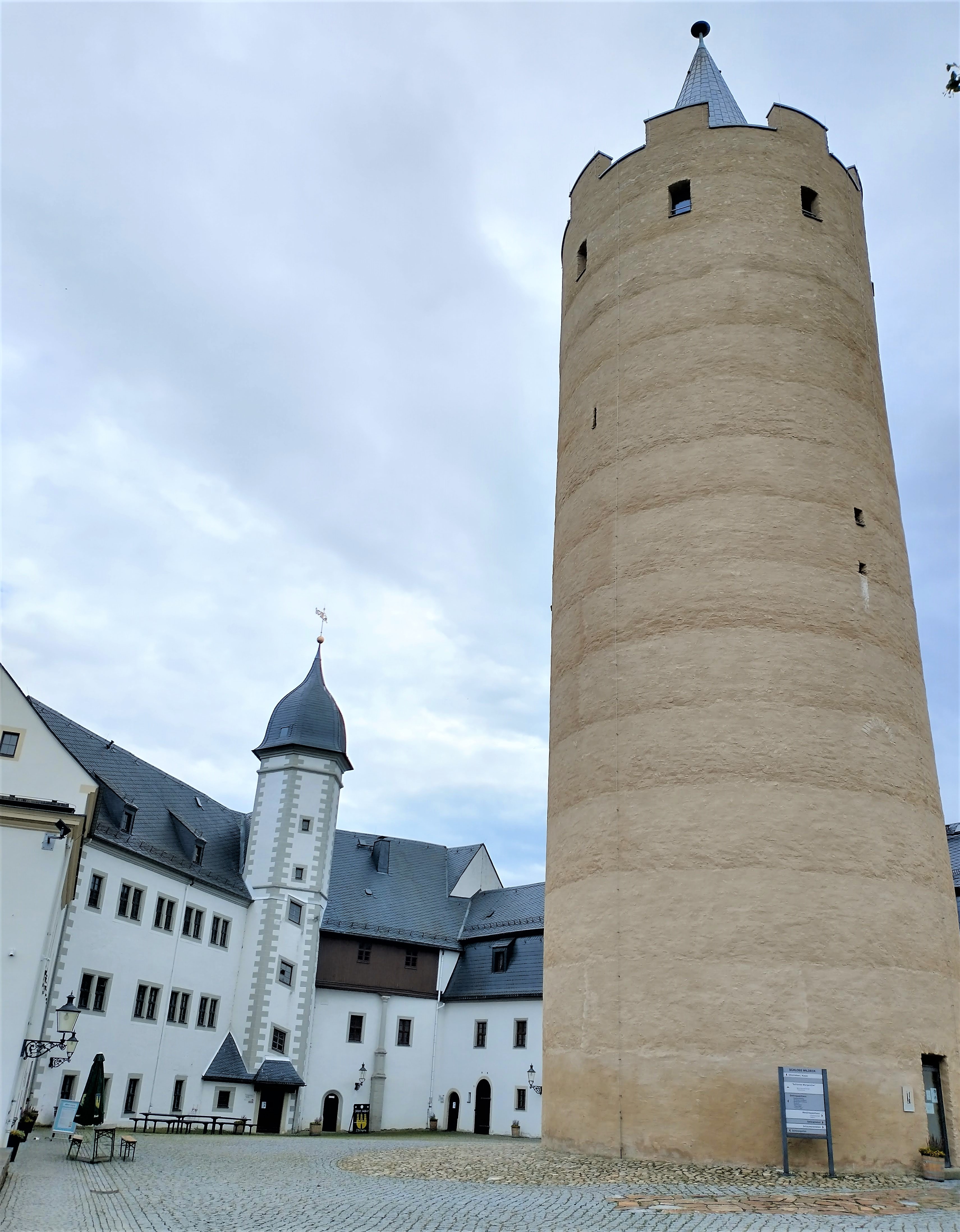
Gruby Heniek
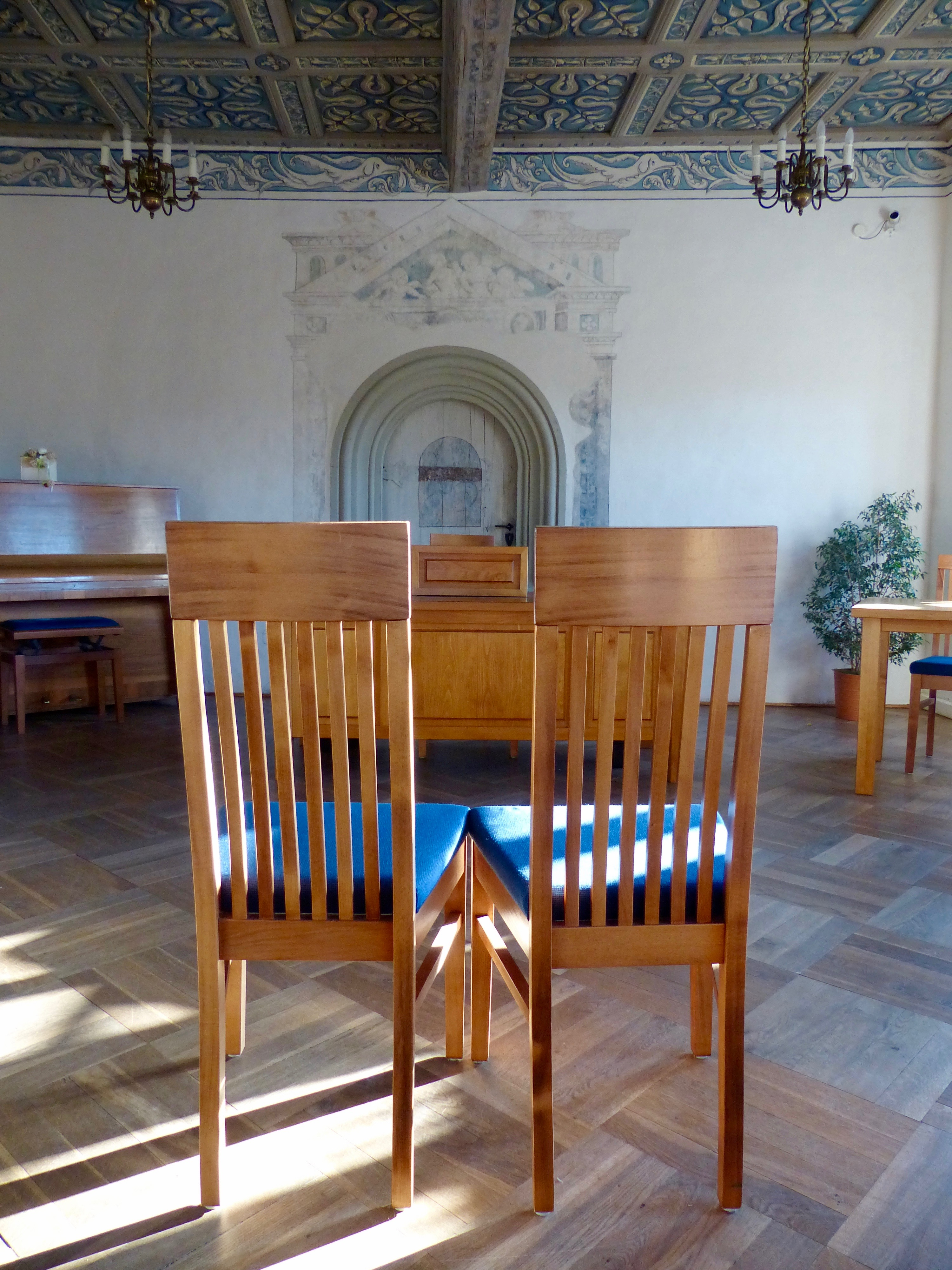
Sala Biała